# غارتگری نازی
غارتگری نازی (انگلیسی: Nazi plunder) اشاره به دزدی آثار هنری از سوی نازی‌ها در راستای غارت سازمان یافته کشورهای اروپایی طی حکمرانی رایش سوم توسط مأموران حزب حاکم نازی در کشور آلمان عمل می‌کردند، دارد. این غارتها از سال ۱۹۳۳ تا پایان جنگ جهانی دوم بخصوص توسط یگانهای نظامی موسوم به کونس‌شوتس اتفاق افتاد، البته بخش عمده سرقت‌ها در زمان جنگ صورت گرفت. در کنار سرقت طلا، نقره و ارز سرقت‌های فرهنگی بسیاری شامل نقاشی، سرامیک، کتاب و گنجینه‌های مذهبی اتفاق افتاد. علی‌رغم این که تلاش‌های بسیاری از سوی مأموران حافظ آثار تاریخی برای بازگرداندن این آثار صورت گرفت اما بخش عمده ای از این آثار همچنان مفقود شده باقی مانده. تلاش‌های بین‌المللی برای شناسایی غارتگران نازی و بازگرداندن اموال مسروقه به کشورها یا خانواده‌هایی که از آنها سرقت شده، صورت گرفته‌است که بخش عمده آن همچنان حساب نشده باقی مانده.

## پیش‌زمینه
آدولف هیتلر هنرمندی ناموفق بود که در ورود به آکادمی هنرهای زیبای وین ناموفق ماند. او اما خود را به عنوان یک هنرمند تصور کرد و در نبرد من بشدت به هنر مدرن تاخت و با منسوخ خواندن مکاتبی چون، کوبیسم ،فوتوریسم و دادائیسم، آنها را محصول جامعه منحط قرن بیستم قلمداد کرد. در سال ۱۹۳۳ هنگامی که هیتلر صدر اعظم آلمان شد آرمان‌های زیبایی شناسانه خود را بر کشور اعمال کرد. عمده هنرهایی که مورد علاقه حزب نازی بود، پرتره‌ها و مناظر کلاسیک نقاشی شده توسط استادان قدیم نقاشی، به ویژه هنرمندان با ریشه آلمانی بود. هنر مدرن که با این ایدئولوژی مطابقت نداشت، توسط رایش سوم به عنوان هنر منحط تصور می‌شد بابت همین هم همه آنچه در موزه‌های ایالتی آلمان یافت می‌شد یا فروخته می‌شد یا از بین می‌رفت. هدف پیشوا تأسیس موزه هنر اروپایی در لینتس بود.